# Рибен (Болгарія)
Рибе́н (болг. Рибен) — село в Плевенській області Болгарії. Входить до складу общини Долішня Митрополія.

## Населення
За даними перепису населення 2011 року у селі проживали 686 осіб.
Національний склад населення села:
| Національність   | Кількість осіб | Відсоток |
| ---------------- | -------------- | -------- |
| болгари          | 238            | 91,2%    |
| цигани           | 19             | 7,3%     |
| інша             | 3              | 1,1%     |
| Всього відповіли | 261            |          |

Розподіл населення за віком у 2011 році:
Динаміка населення: